# Podstawowe twierdzenie rachunku całkowego

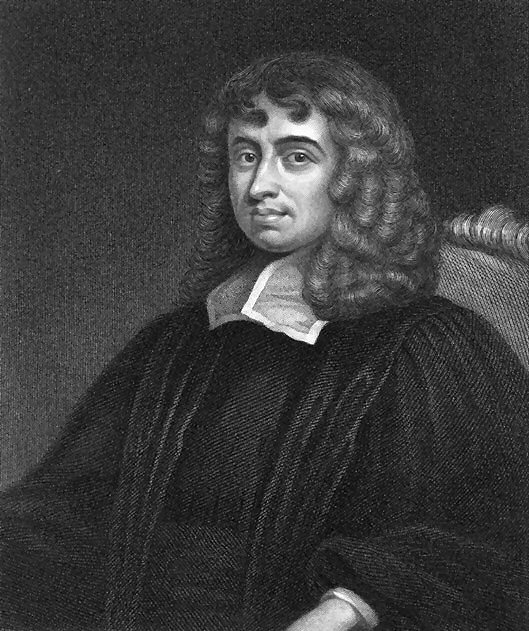
Isaac Barrow (1630–1677)

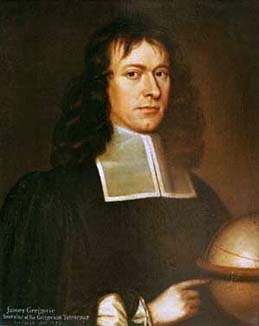
James Gregory (1638–1675)

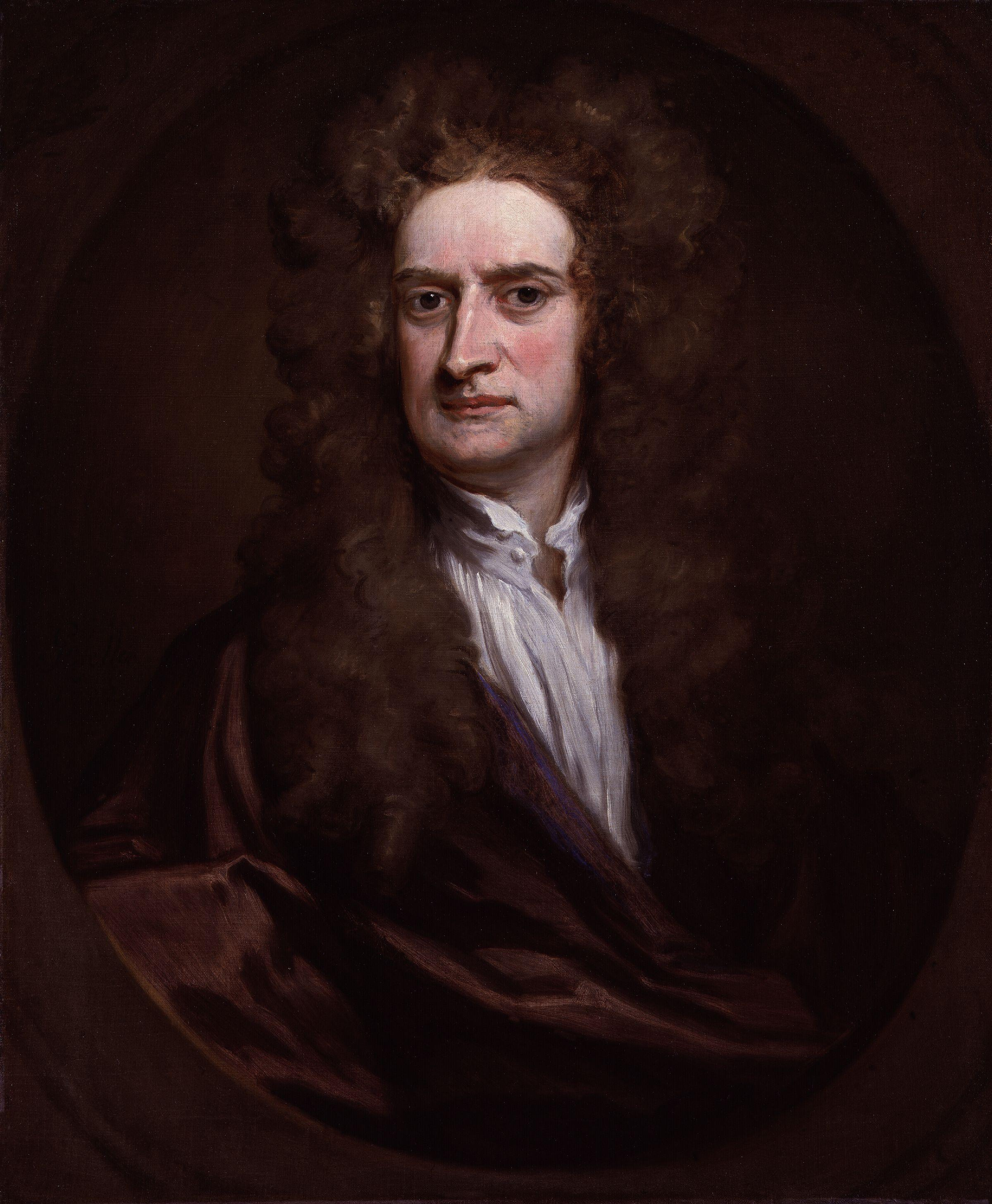
Isaac Newton (1643–1727)

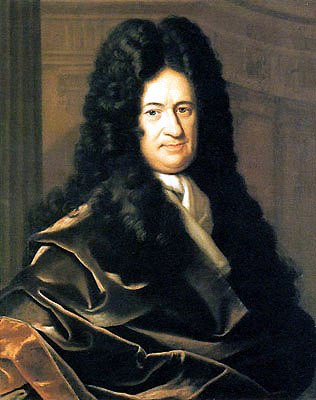
Gottfried Wilhelm Leibniz (1646–1716)

Podstawowe twierdzenie rachunku całkowego, podstawowe twierdzenie analizy, twierdzenie Newtona-Leibniza – twierdzenie mówiące o tym, że podstawowe operacje rachunku różniczkowego i całkowego – różniczkowanie i całkowanie – są operacjami odwrotnymi. Dokładniej, jeżeli dana jest funkcja ciągła {\displaystyle f,} to pochodna jej funkcji górnej granicy całkowania jest równa {\displaystyle f.} Bezpośrednią konsekwencją twierdzenia jest możliwość wykorzystania funkcji pierwotnej do obliczania całki oznaczonej danej funkcji.
Prawdopodobnie twierdzenie to znał już nauczyciel Isaaca Newtona, Isaac Barrow (1630–1677). Pierwszy znany dowód przypisywany jest szkockiemu matematykowi Jamesowi Gregory’emu (1638–1675).

## Twierdzenie
Niech {\displaystyle f} będzie funkcją zmiennej rzeczywistej o wartościach rzeczywistych, całkowalną w sensie Riemanna w przedziale {\displaystyle [a,b].} Wówczas:
(1) Funkcja {\displaystyle f} jest całkowalna na każdym przedziale {\displaystyle [a,x]} dla {\displaystyle x\in [a,b]} i odwzorowanie {\displaystyle F\colon [a,b]\to \mathbb {R} } dane wzorem
{\displaystyle F(x)=\int \limits _{a}^{x}f(t)dt}
jest ciągłe w przedziale {\displaystyle [a,b].} Jeżeli ponadto {\displaystyle f} jest ciągła w pewnym punkcie {\displaystyle x_{0}\in [a,b],} to funkcja {\displaystyle F} jest różniczkowalna w {\displaystyle x_{0}} oraz {\displaystyle F'(x_{0})=f(x_{0}).}
(2) Jeżeli {\displaystyle F\colon [a,b]\to \mathbb {R} } jest funkcją ciągłą na {\displaystyle [a,b]} i różniczkowalną na {\displaystyle (a,b)} oraz
{\displaystyle f(x)=F'(x)} dla każdego {\displaystyle x\in (a,b),}
to
{\displaystyle F(x)=\int \limits _{a}^{x}f(t)\,dt+F(a);}
innymi słowy, zachodzi wzór na całkę Leibnitza-Newtona {\displaystyle \int \limits _{a}^{x}f(t)\,dt=F(x)-F(a);}
oprócz tego na {\displaystyle (a,b)}
{\displaystyle f(x)={\frac {d}{dx}}\int \limits _{a}^{x}f(t)\,dt.}

## Dowód
(1) Wykażemy, że jeśli {\displaystyle f} jest ciągła na {\displaystyle [a,b],} to funkcja {\displaystyle F\colon [a,b]\to \mathbb {R} } dana wzorem
{\displaystyle F(x)=\int \limits _{a}^{x}f(t)dt}
jest różniczkowalna w każdym punkcie odcinka {\displaystyle [a,b].} Niech {\displaystyle x_{1}} i {\displaystyle x_{1}+\Delta x} będą tak dobrane, by leżały w przedziale {\displaystyle [a,b].} Wówczas
{\displaystyle F(x_{1})=\int \limits _{a}^{x_{1}}f(t)dt}
i
{\displaystyle F(x_{1}+\Delta x)=\int \limits _{a}^{x_{1}+\Delta x}f(t)dt.}
Odejmując stronami, otrzymujemy
{\displaystyle F(x_{1}+\Delta x)-F(x_{1})=\int \limits _{a}^{x_{1}+\Delta x}f(t)dt-\int \limits _{a}^{x_{1}}f(t)dt.}
Z własności całki oznaczonej wynika, że
{\displaystyle \int \limits _{x_{1}}^{a}f(t)dt+\int \limits _{a}^{x_{1}+\Delta x}f(t)dt=\int \limits _{x_{1}}^{x_{1}+\Delta x}f(t)dt,}
skąd mamy natychmiast
{\displaystyle F(x_{1}+\Delta x)-F(x_{1})=\int \limits _{x_{1}}^{x_{1}+\Delta x}f(t)dt.}
Na mocy twierdzenia o wartości średniej dla rachunku całkowego istnieje {\displaystyle c\in [x_{1},x_{1}+\Delta x]} takie, że
{\displaystyle \int \limits _{x_{1}}^{x_{1}+\Delta x}f(t)dt=f(c)\Delta x.}
Stąd
{\displaystyle F(x_{1}+\Delta x)-F(x_{1})=f(c)\Delta x,}
a po podzieleniu obu stron przez {\displaystyle \Delta x{:}}
{\displaystyle {\frac {F(x_{1}+\Delta x)-F(x_{1})}{\Delta x}}=f(c).}
Jak widać, wyrażenie to jest ilorazem różnicowym funkcji {\displaystyle F} w punkcie {\displaystyle x_{1}.} Przechodząc po obu stronach do granicy z {\displaystyle \Delta x\to 0,} otrzymujemy
{\displaystyle \lim _{\Delta x\to 0}{\frac {F(x_{1}+\Delta x)-F(x_{1})}{\Delta x}}=\lim _{\Delta x\to 0}f(c).}
Zauważmy, że wyrażenie po lewej stronie jest definicją pochodnej funkcji {\displaystyle F} w punkcie {\displaystyle x_{1}{:}}
{\displaystyle F'(x_{1})=\lim _{\Delta x\to 0}f(c).}
Ponieważ {\displaystyle x_{1}\leqslant c\leqslant x_{1}+\Delta x} jasne jest, że gdy {\displaystyle \Delta x\to 0,} to {\displaystyle c\to x_{1}.} W konsekwencji,
{\displaystyle F'(x_{1})=\lim _{c\to x_{1}}f(c).}
Ponieważ funkcja {\displaystyle f} jest ciągła w punkcie {\displaystyle x_{1},} więc granica po prawej stronie równa jest wartości funkcji w punkcie {\displaystyle x_{1}.} Stąd
{\displaystyle F'(x_{1})=f(x_{1}).}
i dowód jest zakończony.
Powyższy dowód pokazuje różniczkowalność funkcji {\displaystyle F} w punkcie {\displaystyle x_{1},} o ile funkcja podcałkowa {\displaystyle f} jest ciągła przynajmniej na pewnym otoczeniu punktu {\displaystyle x_{1}.} Bez tego założenia nie możemy powoływać się na twierdzenia o wartości średniej dla rachunku całkowego. Dowód w pełnej ogólności może być przeprowadzony przy użyciu definicji całki Riemanna i sum Riemanna.
(2) Zauważmy najpierw, że jeśli wiemy, że funkcja {\displaystyle f=F'} jest ciągła, to możemy zastosować pierwszą część twierdzenia. Ale w ogólnym przypadku funkcja {\displaystyle F'} może być nieciągła w wielu punktach i nie mamy podstaw aby twierdzić, że funkcja {\displaystyle x\mapsto \int \limits _{a}^{x}f(t)\;dt} jest wszędzie różniczkowalna. Przeprowadzimy więc dowód, odwołując się bezpośrednio do definicji całki Riemanna.
Wykażemy, że {\displaystyle F(b)-F(a)=\int \limits _{a}^{b}f(t)\;dt} (co wystarczy, bo możemy zastąpić {\displaystyle b} przez dowolny {\displaystyle x\in [a,b]}).
Niech {\displaystyle S=\int \limits _{a}^{b}f(t)\;dt.} Ustalmy na pewien czas dodatnią liczbę {\displaystyle \varepsilon >0.} Z definicji całki Riemanna widzimy, że możemy wybrać podział z punktami pośrednimi {\displaystyle \langle s_{0},\dots ,s_{M},\zeta _{0},\dots ,\zeta _{M-1}\rangle } odcinka {\displaystyle [a,b]} taki że dla każdego podziału {\displaystyle \langle t_{0},\dots ,t_{N},\xi _{0},\dots ,\xi _{N-1}\rangle } rozdrabniającego {\displaystyle \langle s_{0},\dots ,s_{M},\zeta _{0},\dots ,\zeta _{M-1}\rangle } mamy
{\displaystyle {\big |}S-\sum \limits _{j=0}^{N-1}f(\xi _{j})\cdot (t_{j+1}-t_{j}){\big |}<\varepsilon /2.}
Następnie wybierzmy podział {\displaystyle \langle t_{0}^{*},\dots ,t_{N}^{*},\xi _{0}^{*},\dots ,\xi _{N-1}^{*}\rangle } rozdrabniający {\displaystyle \langle s_{0},\dots ,s_{M},\zeta _{0},\dots ,\zeta _{M-1}\rangle } i taki, że oznaczając
{\displaystyle A={\big \{}j\in \{0,\dots ,N-1\}:(\exists i<M)(\zeta _{i}=\xi _{j}^{*}){\big \}}} oraz {\displaystyle B={\big \{}0,\dots ,N-1{\big \}}\setminus A,}
mamy
(a) {\displaystyle {\big |}\sum \limits _{j\in A}[(F(t_{j+1}^{*})-F(t_{j}^{*}))-f(\xi _{j}^{*})\cdot (t_{j+1}^{*}-t_{j}^{*})]{\big |}<\varepsilon /2\;{}} oraz
(b) jeśli {\displaystyle j\in B,} to {\displaystyle F(t_{j+1}^{*})-F(t_{j}^{*})=F'(\xi _{j}^{*})\cdot (t_{j+1}^{*}-t_{j}^{*})=f(\xi _{j}^{*})\cdot (t_{j+1}^{*}-t_{j}^{*}).}
Wybór podziału {\displaystyle \langle t_{0}^{*},\dots ,t_{N}^{*},\xi _{0}^{*},\dots ,\xi _{N-1}^{*}\rangle } jest możliwy, bo aby zapewnić warunek (a) wystarczy dobrać {\displaystyle t_{j}^{*},t_{j+1}^{*}} (dla {\displaystyle j\in A}) dostatecznie blisko siebie (pamiętajmy, że {\displaystyle F} jest ciągła), a aby zapewnić warunek (b) wystarczy skorzystać z twierdzenia Lagrange’a. Następnie zauważmy, że
{\displaystyle F(b)-F(a)=\sum _{j=0}^{N-1}{\big (}F(t_{j+1}^{*})-F(t_{j}^{*}){\big )}=\sum _{j\in A}{\big (}F(t_{j+1}^{*})-F(t_{j}^{*}){\big )}+\sum _{j\in B}f(\xi _{j}^{*})\cdot (t_{j+1}^{*}-t_{j}^{*}).}
Stąd widzimy, że
{\displaystyle |F(b)-F(a)-S|\leqslant {\big |}\sum \limits _{j\in A}[(F(t_{j+1}^{*})-F(t_{j}^{*}))-f(\xi _{j}^{*})\cdot (t_{j+1}^{*}-t_{j}^{*})]{\big |}+{\big |}\sum \limits _{j=0}^{N-1}f(\xi _{j}^{*})\cdot (t_{j+1}^{*}-t_{j}^{*})-S{\big |}}
{\displaystyle <\varepsilon /2+\varepsilon /2=\varepsilon .}
Tak więc pokazaliśmy, że dla dowolnej dodatniej liczby {\displaystyle \varepsilon } zachodzi nierówność {\displaystyle |F(b)-F(a)-S|<\varepsilon .} Stąd wnioskujemy, że {\displaystyle F(b)-F(a)=S,} co należało udowodnić. Wyprowadzenie wzoru znajduje się tutaj.

## Przykłady
- Jeżeli funkcja {\displaystyle f} określona jest w przedziale [-1,1] wzorem:

{\displaystyle f(t)={\begin{cases}1&{\mbox{dla }}t\neq 0\\[2pt]0&{\mbox{dla }}t=0\end{cases}},}
to mimo iż jest ona nieciągła w punkcie 0, funkcja
{\displaystyle F(x)=\int \limits _{-1}^{x}f(t)\,dt=x+1}
ma pochodną w punkcie 0, lecz jest ona równa 1.
- Oblicz pochodną funkcji

{\displaystyle F(x)=\int \limits _{1}^{x}t\,dt.}
Na mocy twierdzenia podstawowego mamy natychmiast {\displaystyle F'(x)=x,} co można również sprawdzić bezpośrednio, wyliczając całkę oznaczoną.
- Oblicz pochodną funkcji

{\displaystyle F(x)=\int \limits _{1}^{x^{2}}t\,dt.}
Zauważmy, że {\displaystyle F(x)=G\circ u(x),} gdzie {\displaystyle G(u)=\int \limits _{1}^{u}t\,dt,} a {\displaystyle u(x)=x^{2},} a zatem z twierdzenia o pochodnej funkcji złożonej mamy
{\displaystyle {\frac {dF}{dx}}={\frac {dG}{du}}\cdot {\frac {du}{dx}}.}
Ponieważ {\displaystyle {\frac {du}{dx}}=2x,} na mocy twierdzenia podstawowego otrzymujemy
{\displaystyle {\frac {dF}{dx}}=u\cdot 2x=x^{2}\cdot 2x=2x^{3},}
co również można sprawdzić, obliczając explicite całkę definiującą {\displaystyle F.}

## Uogólnienia
Twierdzenie podstawowe prawdziwe jest bez zmian również, gdy założymy całkowalność funkcji w sensie Lebesgue’a.
Lebesgue udowodnił kilka faktów będących wzmocnieniem omawianego twierdzenia. Mianowicie, jeżeli funkcja {\displaystyle f} jest całkowalna w sensie Lebesgue’a na przedziale {\displaystyle [a,b],} to jej pierwotna {\displaystyle \int \limits _{a}^{x}f(t)\,dt} ma pochodną w tym przedziale prawie wszędzie równą {\displaystyle f(x).} Na odwrót, jeżeli funkcja {\displaystyle F} jest różniczkowalna w przedziale {\displaystyle [a,b]} a jej pochodna {\displaystyle F'(x)=f(x)} jest ograniczona w przedziale {\displaystyle [a,b],} to {\displaystyle f} jest całkowalna w sensie Lebesgue’a i prawdziwy jest wzór:
{\displaystyle F(x)-F(a)=\int \limits _{a}^{x}f(t)\,dt.}
Istnieje też wersja twierdzenia dla funkcji zmiennej zespolonej: jeżeli {\displaystyle U} jest otwartym podzbiorem zbioru liczb zespolonych, a {\displaystyle f\colon U\to C} jest funkcją, która ma holomorficzną funkcję pierwotną {\displaystyle F} na {\displaystyle U,} to dla dowolnej krzywej {\displaystyle \gamma \colon [a,b]\to U} całka krzywoliniowa
{\displaystyle \int \limits _{\gamma }f(z)\,dz=F(\gamma (b))-F(\gamma (a)).}
W końcu, podstawowe twierdzenie rachunku różniczkowego można uogólnić także na całki krzywoliniowe i powierzchniowe na rozmaitościach. Najdalej idącym twierdzeniem w tym kierunku jest twierdzenie Stokesa.